# Felipe López
Felipe López, född 10 mars 1977, är en spansk bågskytt. Han deltog vid olympiska sommarspelen 2004.